# 星巴克红杯

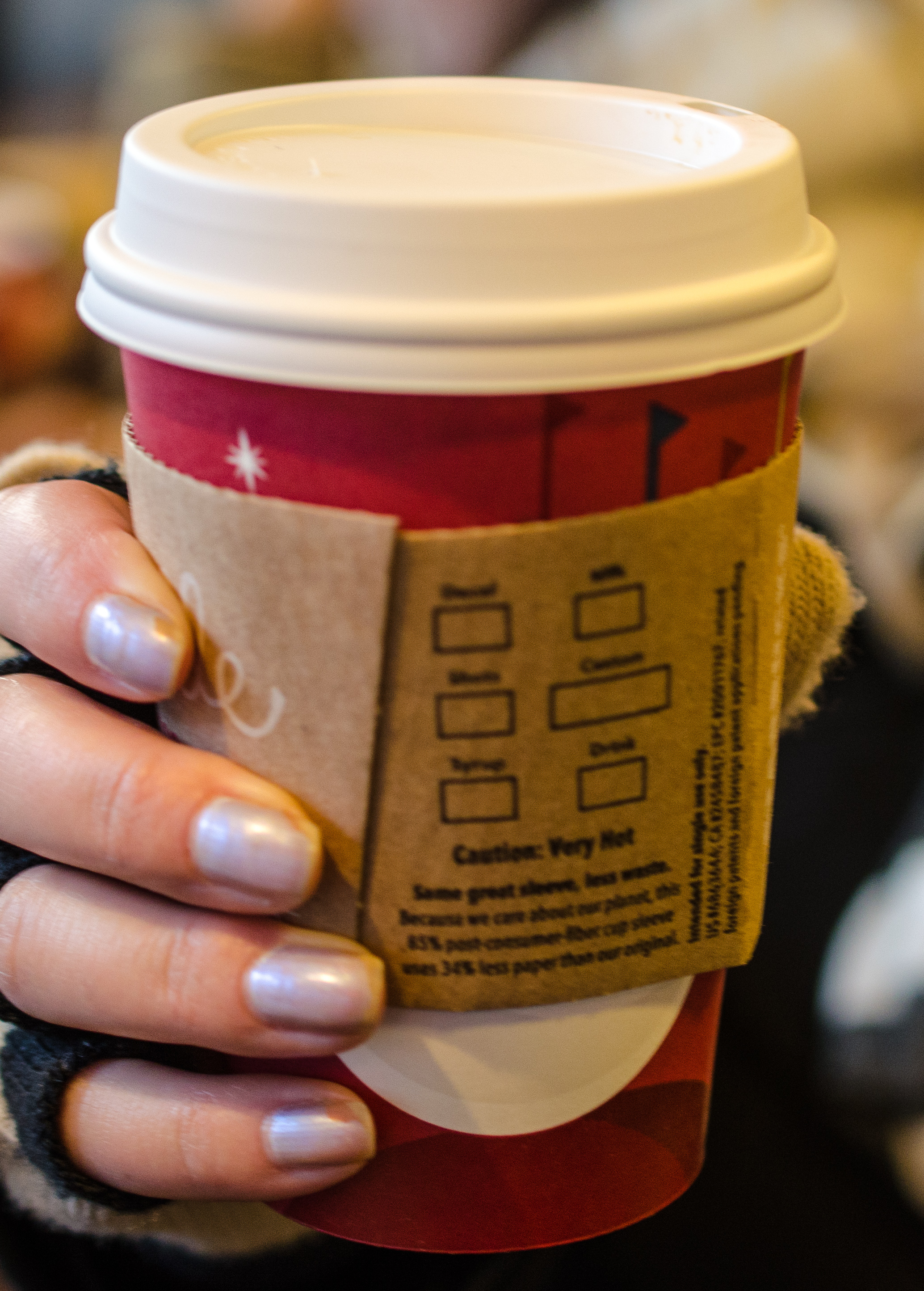
2012年的星巴克红杯。

星巴克红杯，也称星巴克节日杯，是由咖啡连锁店星巴克所推出的圣诞节日季节传统促销活动； 每年冬天，在星巴克的一些热饮将用红色背景和各种节日图案的杯子代替常规白色杯子。每年都会使用新的设计。星巴克利用这一活动来支持艾滋病研究。但在2015年，当季杯子只有红色杯身，并没有节日图案，被指为是反基督教的行为。

## 历史
1997年，星巴克推出节日主题杯，由桑迪·纳尔逊设计；最初的杯身不一定是红色的，而是以爵士乐为主题来设计，并会模仿不同颜色的礼盒包装。此后几年的杯身设计都会有绿色、白色和紫色的设计。据该公司的报告称，虽然1997年还没有社交媒体，但在该产品的推出时仍引起了热潮。据报道，在2014年的假日季节，每14秒就有一张星巴克红杯的图片在社交媒体上被分享。1999年，节日杯首次推出以红色为主色的杯身设计。并很快成为一种传统一直延续至今，在2005年（theredcup.com）和2006年（ itsredagain.com）的线上营销中， 杯身颜色这一特点作为营销重点。这些网站的用户活跃度很高，在推广期间每天都有促销、视频、游戏、提示、测验、发帖等活动。除了线上活动，星巴克还使用创意营销。2004年的红杯被印在出租车顶上，一直持续到2005年1月。2011年的节日杯上印有擴增實境代码，可以通过线上应用程序查看各种节日人物，解锁所有人物的顾客可获得免费礼品。
在节日杯周年纪念日上，还会推出更多特别活动。2022年，为了庆祝节日杯25周年，星巴克使用反映原始礼品包装风格的设计。 该设计还使用薄荷色以庆祝星巴克薄荷摩卡饮料上市20周年。
据《广告时代》报道，星巴克的红杯已经成为圣诞节元素在中国大陆商业增加的主要因素。随着星巴克在2010年代以理想品牌为运营方向，让更多年轻人参与到节日主题中，并通过与红杯来表达圣诞节的怀旧情绪。

## 相关营销

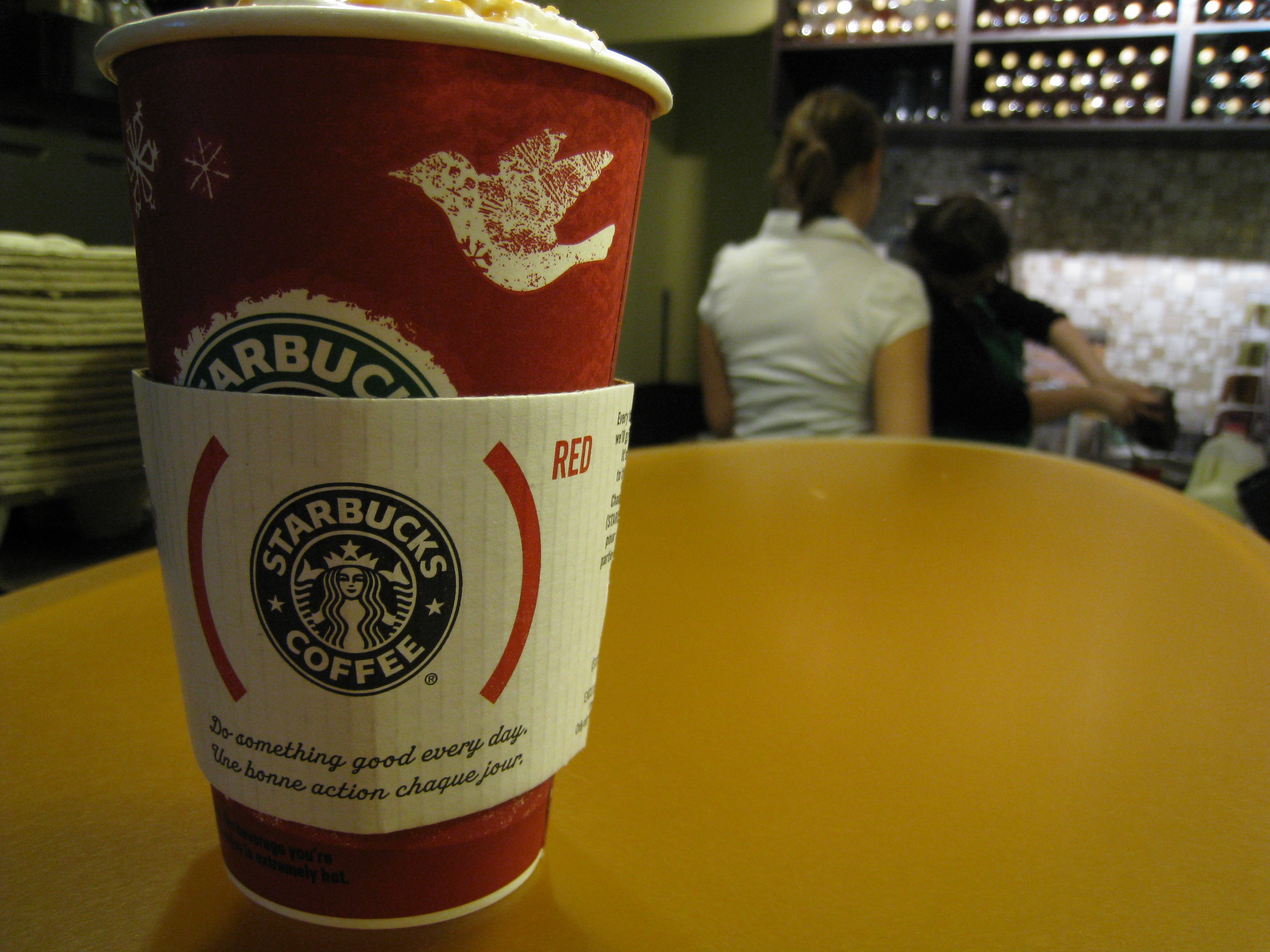
2008年与Product Red的合作款式。

通常情况下，季节性饮料与红杯使用时期吻合，两种具有节日性特色的产品会一起发布和推广。每年红杯的发布日是红杯日，还可能看到星巴克的其他促销活动。对红杯日的期待已经成为一种互联网现象，还具有专门的倒计时的网站。网站countdowntoredcups.com可以追踪红杯在五个国家（美国、加拿大、英国、爱尔兰、菲律宾和澳大利亚）和中东和北非地区的发布日。
2008年12月，该当季的节日杯与Product Red合作，利用双方都使用红色为主题帮助艾滋病研究筹集资金。2010年12月，星巴克在其网站上进行了「12天分享」的促销活动，并提供店内优惠以继续支持Product Red。美国乐队杀手乐队每年也会制作一首圣诞歌曲来支持艾滋病研究，2010年，歌曲《靴子》的音乐视频于12月1日世界艾滋病日在星巴克网站上首播。每次购买或播放这首歌都会捐赠0.05美元。
星巴克与美国音乐人泰勒·斯威夫特合作，为2021年专辑《红》的发行做宣传；11月的发行恰逢红杯日，顾客可以通过询问「泰勒的拿铁」来订购斯威夫特最喜欢的咖啡饮料。她的音乐，包括这张专辑，也在会星巴克店内播放。
2022年，星巴克在11月17日举行了红杯日活动，向购买某些季节性饮料的顾客免费赠送可重复使用的红杯，作为他们在2030年之前将环境污染减少50%的倡议的一部分。

## 争议

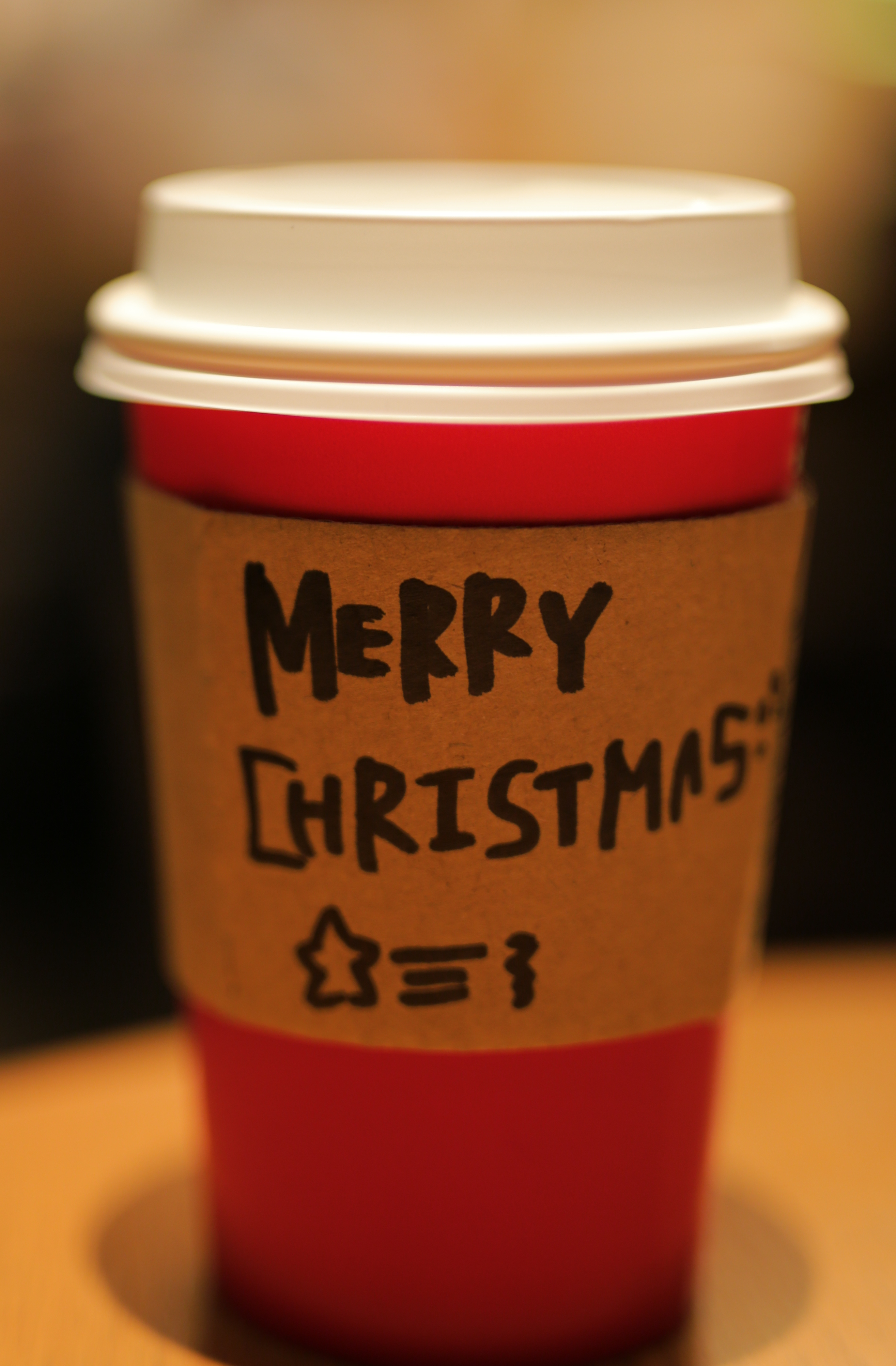
无图案的2015年红杯，杯身有写「圣诞快乐」。

美国福音派极右派评论员约书亚·费尔斯坦（Joshua Feuerstein）于2015年因在网上发文批评星巴克，称该公司将节日图案从杯身上删除，是反基督教行为而成名，尽管这些设计从未包含基督教图像，2014年的红杯采用了以柔和颜色为主的设计，唯一的装饰是一棵红色阴影较深的松树。当时的总统候选人唐纳德·特朗普因此而呼吁抵制星巴克。 费尔斯坦建议人们在点单时告诉星巴克的咖啡师，他们的名字是「圣诞快乐」，这样他们在叫单时就必须喊出来；大众开始以 "#MerryChristmasStarbucks"标签来支持这一行为并且热度很快开始上升。一些人认为这种纠纷是小题大做，他们以 "#ItsJustACup "来对抗"#MerrychistmasStarbucks"。最初的标签也被人们用于在杯子上写下其他内容并分享。
2022年，美国星巴克员工在红杯日进行罢工，抗议劳工权利，包括星巴克拒绝与美国工会合作，以及解雇参与星巴克工会的员工。来自25个州的约2000名员工参与了罢工活动。据报道，选择这一天的原因是红杯日当天会有很多客流量，对员工的压力更大，对受影响的顾客来说意义更大。
有批评称星巴克在11月过早地发布红杯代表节日季节的开始，将加重节日焦虑。